# The Smile Has Left Your Eyes (canción)
«The Smile Has Left Your Eyes» es un sencillo de la banda británica de rock progresivo Asia y fue lanzado como el segundo sencillo de Alpha en 1983 por la discográfica Geffen Records.
«The Smile Has Left Your Eyes» fue escrita solamente por el vocalista y bajista John Wetton. Este sencillo incluye como lado B el tema «Lying to Yourself», el cual fue compuesto por Wetton y el guitarrista Steve Howe.
En Estados Unidos, este sencillo fue muy bien recibido, pues se ubicó en el 25.º del Mainstream Rock Tracks y la 34.º posición del Billboard Hot 100.  Sin embargo, aunque fue exitoso, no lo fue tanto como su antecesor «Don't Cry» del mismo álbum.

## Versiones
«The Smile Has Left Your Eyes» fue publicado en vinilo de 7 pulgadas en todo el mundo, aunque con diferente portada dependiendo la región donde fue lanzado; ya que en la edición británica el fondo de la portada del sencillo es roja y la edición de E.U.A. esta en azul.  Además de esta diferencia, en el Reino Unido fue lanzada una versión de 12 pulgadas, la cual enlistó la canción «Midnight Sun» en el lado B del mismo.

## Lista de canciones

### Sencillo de 7 pulgadas

#### Lado A
| Side one |                                |              |          |  |
| N.º      | Título                         | Escritor(es) | Duración |  |
| 1.       | «The Smile Has Left Your Eyes» | John Wetton  | 3:13     |  |

#### Lado B
| Side one |                     |                     |          |  |
| N.º      | Título              | Escritor(es)        | Duración |  |
| 2.       | «Lying to Yourself» | Wetton / Steve Howe | 4:12     |  |

### Sencillo de 12 pulgadas

#### Lado A
| Side one |                                |              |          |  |
| N.º      | Título                         | Escritor(es) | Duración |  |
| 1.       | «The Smile Has Left Your Eyes» | John Wetton  | 3:13     |  |

#### Lado B
| Side one |                     |                       |          |  |
| N.º      | Título              | Escritor(es)          | Duración |  |
| 1.       | «Lying To Yourself» | Wetton / Howe         | 4:12     |  |
| 2.       | «Midnight Sun»      | Wetton / Geoff Downes | 3:42     |  |

## Formación
- John Wetton — voz y bajo
- Geoff Downes — teclados
- Carl Palmer — batería
- Steve Howe — guitarra

## Listas
| País           | Lista                  | Posición máxima |
| -------------- | ---------------------- | --------------- |
| Estados Unidos | Billboard Hot 100      | 34.º            |
| Estados Unidos | Mainstream Rock Tracks | 25.º            |